# Labkhati
Labkhati (àrab لبخاتي) és una comuna rural de la província de Safi de la regió de Marràqueix-Safi. Segons el cens de 2014 tenia una població total de 14.324 persones.